# Дніпровський провулок (Київ)
Дніпровський провулок — провулок в Дарницькому районі міста Києва, місцевість Позняки. Пролягає вздовж озера Жандарка від Урлівської вулиці (утворюючи півколо).
Прилучається Дніпрова вулиця.

## Історія
Виникла у 1950 роки під такою ж назвою, офіційно підтверджено назву з 1954 році.